# Malaltia tropical

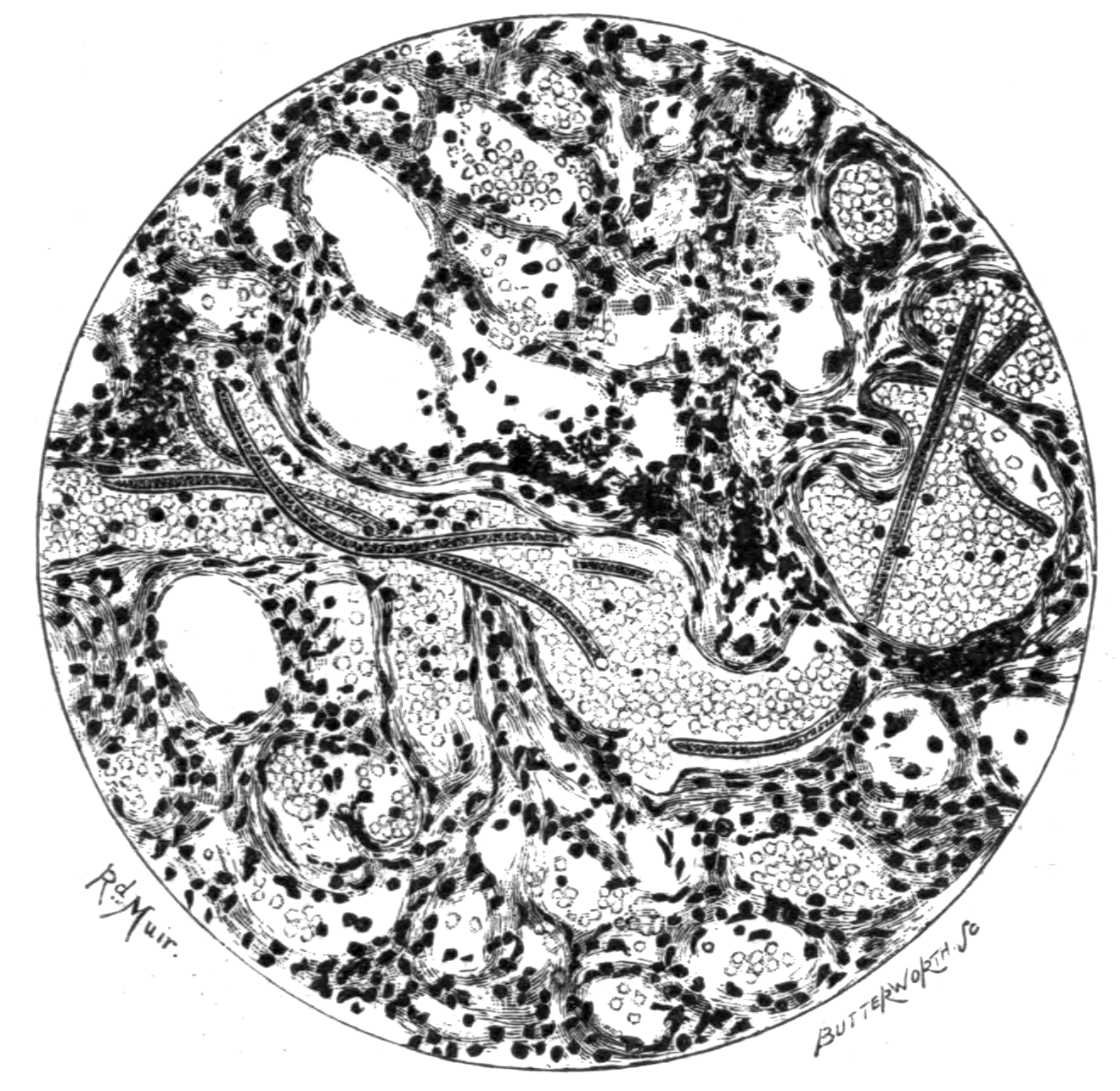
Secció de pulmó que mostra microfilàries als vasos sanguinis provocada per una malaltia infecciosa tropical.

Les malalties tropicals són malalties infeccioses que són prevalents o úniques de les regions tropicals i subtropicals. Les malalties són menys prevalents en climes temperats, en part a causa de la presència d'una estació freda que obliga els artròpodes a hivernar, cosa que en controla la població. Els insectes com els mosquits i les mosques i els aràcnids com les paparres són de molt els portadors més habituals d'aquestes malalties. A aquests insectes els anomenem vectors, i poden transportar un paràsit, un bacteri o un virus que sigui infecciós per als éssers humans i animals. La majoria de les vegades la malaltia es transmet per la picada d'un artròpode que fa que es transmeti l'agent infecciós a través de l'intercanvi de sang per via subcutània.
L'exploració humana dels boscos tropicals, la desforestació, l'augment de la immigració i l'augment dels viatges aeris internacionals i el turisme a les regions tropicals ha conduït a un augment en la incidència d'aquestes malalties.

## Malalties tropicals desateses
Són un grup de malalties prevalents en àrees tropicals. Aquest grup de malalties reben molta menys atenció mediàtica que la sida, la tuberculosi i la malària. S'estima que les malalties desateses causen entre 500.000 i 1.000.000 de morts cada any. Tot i que existeixen tractaments preventius o curatius per a moltes d'aquestes malalties, no solen estar generalment disponibles en països poc desenvolupats.
Set d'aquestes malalties són produïdes per helmints (infeccions parasitàries produïdes per cucs): ancilostomosi, tricuriosi, ascariosi, esquistosomosi, dracunculosi, oncocercosi, filariosi limfàtica; tres són infeccions protozoàries: leishmaniosi, tripanosomosi africana, i malaltia de Chagas; tres més són bacterianes: lepra, tracoma, i úlcera de Buruli.
Nou d'aquestes malalties (les 7 infeccions per helmints, la lepra i el tracoma) es poden prevenir o curar amb tractaments molt eficaços. La filtració de l'aigua pot reduir la dracunculosi. Les mosquiteres tractades amb insecticides poden acabar, per menys d'un euro a l'any per cada tractament, amb la filariosi limfàtica i també reduir la malària. Exceptuant la dracunculosi, totes les malalties produïdes per helmints es poden controlar amb medicaments.